# Братовщина (Липецкая область)
Братовщи́на — село Долгоруковского сельского поселения Долгоруковского района Липецкой области.

## География
Братовщина находится в южной части Долгоруковского района, в 3 км к юго-западу от села Долгоруково. Располагается на берегах реки Снова, при впадении в неё нескольких небольших ручьёв.

## История
Братовщина возникла не позднее начала XVIII века. Большинство прихожан села не коренные здешние жители, а выселенные князем Ю. В. Долгоруковым из своих Московских, Владимирских и других имений. Поселение назвали «братством», отсюда и название — сельцо Братовщина, превратившееся в село после открытия здесь Свято-Троицкого храма. Поэтому село имеет два названия «Братовщина» и «Долгоруково». Последнее название объясняется просто от фамилии первого владельца села и строителя храма.
В «Экономических примечаниях к генеральскому межеванию земель Елецкого уезда Орловской губернии» 1778 года значится «сельцо Братовщина», принадлежащее генерал-аншефу Долгорукову Юрию Владимировичу, его жене княгине Екатерине Александровне, насчитывало 37 крестьянских дворов с 324 жителями.
После 1820 года князь Долгоруков передал местные имения внуку своей родной сестры князю П. Д. Салтыкову, который заложил парк, позднее приобретенный выходцами из Липецка — братьями Михаилом и Евграфом Быхановыми для «Садоводства Аграфены Алексеевны Быхановой с сыновьями».
После реформы 1861 года князь Д. П. Салтыков продал 999 десятин земли крестьянам на усадебную оседлость, а 183 десятины оставил за собой. Выкупная стоимость каждому домохозяину составляла 154 рублей.
В «Списках населённых мест Орловской губернии» 1866 года Братовщина значится как «село владельческое с церковью, в ней 80 дворов и 1135 жителей».
В середине 90-х годов XIX века началось строительство железнодорожной линии Елец — Касторная — Валуйки. Одна из станций разместилась на бывших землях князя Долгорукова в непосредственной близости к усадьбе Быхановых, недалеко от села Братовщина. Станция получила название по прежним владельцам села — Долгоруково. Это же название закрепилось за пристанционным посёлком.
По переписи 1926 года в Братовщине 321 двор, в которых проживает 1492 жителя.
До середины XIX века село было центром волости, затем относилось к Богато-Платовской, а позже к Сергеевской (центр в Меньшом Колодезе) волости Елецкого уезда Орловской губернии.
В 1928 году Братовщина вошла в состав Долгоруковского района Елецкого округа Центрально-Чернозёмной области. После разделения ЦЧО в 1934 году Долгоруковский район, а вместе с ним и село, вошёл в состав Воронежской, в 1935 — Курской, а в 1939 году — Орловской области. После образования 6 января 1954 года Липецкой области Долгоруковский район включён в её состав.
Ныне Братовщина фактически часть села Долгоруково, граница проведена условно. Является третьим по численности населённым пунктом района.

## Население
| 1778 | 1866  | 1926  | 2010  |
| ---- | ----- | ----- | ----- |
| 324  | ↗1135 | ↗1492 | ↘1132 |

## Достопримечательности

памятник основателю села Долгорукову Ю. В.

- Каменная церковь Троицы Живоначальной построена в 1820 году. В её приходе кроме села Братовщины были деревни: Отрез (ныне Анненка), Богатое (ныне Ильинка), Снова (ныне Ивановка) и Харламовка. Все деревни, за исключением Ильинки, отчисленной к приходу села Братовщины от села Стегаловки в 1901 году, до образования самостоятельного Братовщинского прихода принадлежали к приходу села Меньшого Колодезя. Церковь была холодная, пол и хоры в ней деревянные. Иконостас в храме из соснового дерева, с резьбою, покрыт золотом, имел вид полукружия. Новый иконостас был устроен в 1870-х годах, в 1899 году он почищен и позолочен. В 1870 году к церкви пристроили каменную колокольню, а в 1885 году церковь и колокольня обнесены каменной оградой. Из святых храма особенным почитаем прихожан пользовались иконы Божьей Матери Скоропослушницы и Целителя Пантелеймона. Обе иконы афонской работы. Причт в храме был одноштатный. После закрытия в 1930-х годах помещение церкви использовалось как склад. Со временем церковь была практически разрушена, и до наших дней оригинальными остались лишь колокольня и часть храма. В середине 1990-х годов было принято решение о восстановлении церкви и ныне она полностью отреставрирована и постоянно действует.

- «Памятное место» — сад и усадьба братьев Быхановых  памятник архитектуры (региональный).

## Известные жители
- Юрий Владимирович Долгоруков — князь из рода Долгоруких, российский военный деятель, генерал-аншеф (1774), подполковник лейб-гвардии Преображенского полка (1787), автор ценных военных мемуаров, Московский градоначальник. Основатель и первый владелец села Братовщина.
- Евграф Васильевич Быханов — астроном-любитель XIX века. В Братовщине у Евграфа Васильевича, на паях с младшим братом Михаилом был «питомник фруктовых, парковых, декоративных и лесных деревьев».